# Benson & Hedges Centennial Open 1988
L'Heineken Open 1988  è stato un torneo di tennis giocato sul cemento.
È stata la 32ª edizione dell'Heineken Open,che fa parte del Nabisco Grand Prix 1988. Si è giocato all'ASB Tennis Centre di Auckland in Nuova Zelanda, dal 4 all'11 gennaio 1988.

## Campioni

### Singolare
Amos Mansdorf ha battuto in finale  Ramesh Krishnan con il punteggio di 6–3, 6–4

### Doppio
Martin Davis /  Tim Pawsat hanno battuto in finale  Sammy Giammalva, Jr. /  Jim Grabb con il punteggio di 7–6, 7–6